# گیزلا مدفینت
گیزلا مدفینت (انگلیسی: Gisela Medefindt؛ زادهٔ ۱۶ مارس ۱۹۵۷) قایقران روئینگ اهل آلمان بود.
وی در مسابقات کشوری و بین‌المللی در مجموع برندهٔ ۱ مدال طلا شده‌است.